# Chrysopilus dimidiatus
Chrysopilus dimidiatus är en tvåvingeart som beskrevs av Frey 1954. Chrysopilus dimidiatus ingår i släktet Chrysopilus och familjen snäppflugor. Inga underarter finns listade i Catalogue of Life.